# Колосов, Митрофан Алексеевич
Митрофа́н Алексе́евич Ко́лосов (1839, Дмитриев-на-Свапе, Курская губерния — 14 [26] января 1881, Ялта) — русский филолог. Историк русского и старославянского языка, диалектолог. Член-корреспондент Императорской Санкт-Петербургской Академии наук (1878).

## Биография
Митрофан Колосов родился в купеческой семье города Дмитриева-на-Свапе Курской губернии. Начальное образование получал в уездном училище, откуда поступил в 3-й класс курской гимназии, но был исключён из неё из-за того, что позволял непочтительные отзывы о начальстве. Впоследствии, после скитаний по разным городам ему с большим трудом удалось выдержать экзамен на домашнего учителя в 1858 году в Харьковской гимназии.
Потом он поселился в Купянске, где ему удалось получить место в уездном училище с жалованием в 4 рубля 50 копеек в месяц. Через два года Колосов возвратился в Харьков, сдал в 1860 году экзамен на приходского учителя и записался вольнослушателем на историко-филологический факультет Харьковского университета. Через год он был зачислен студентом в университет, где изучал церковнославянский и русский языки под руководством Петра и Николая Лавровских и Александра Потебни. Окончив обучение в 1865 году со степенью кандидата, работал преподавателем словесности в различных гимназиях — симферопольской, таганрогской и нескольких одесских. Колосов отличался прямотой характера и независимостью, из-за чего не задерживался надолго ни в одной гимназии.
В 1870 году он был командирован от одесской Ришельевской гимназии в командировку за границу, «для ознакомления с методами преподавания и родом обучения в германских средне-учебных заведениях, а равно в землях славянских, в Сербии и Чехии». Во время командировки он основательно изучил чешский и сербский языки, познакомился с представителями славянской науки.
В 1871 году Митрофана Колосова пригласил преподавать в Императорский Варшавский университет его учитель П. А. Лавровский, бывший там ректором. В университете, в котором он и остался до конца жизни, Колосов числился сначала исполняющим должность доцента на кафедре русского и церковнославянского языка. Он с большим рвением принялся изучать историю русского и старославянского языка, составил тщательно проработанные программы по этим дисциплинам. Большое внимание учёный уделял русской диалектологии. Его интересовали в основном фонетические особенности русских говоров.
В 1872 году Колосов защитил в Харьковском университете магистерскую диссертацию «Очерк истории звуков и форм русского языка с XI по XVI столетие». Сотрудничал с воронежским журналом «Филологические записки».
1 февраля 1873 году он стал экстраординарным профессором Варшавского университета по кафедре русского и церковнославянского языков и истории русской словесности.
С 1875 года по поручению 2-го отделения Академии наук он в течение двух лет объезжал территории северновеликорусских говоров, составив подробные отчёты, и изложив свои наблюдения в большом труде «Обзор звуковых и формальных особенностей народного русского языка» (1878). Изыскания Колосова по диалектологии, хоть и содержали некоторые недостатки, всё равно имели большое значение в истории науки о русском языке. 3 октября 1878 года Колосов защитил докторскую диссертацию. Научные заслуги учёного были оценены академическим сообществом, и в том же году, 29 декабря, он был избран членом-корреспондентом 2-м отделением Академии наук.
С 1879 года приступил к изданию журнала «Русский филологический вестник», ставшего одним из лучших в области филологии.
Тяжёлая работа по изданию журнала подорвала и без того слабое здоровье Колосова. Он был вынужден передать управление журналом в другие руки, а сам, получив командировку с учёной целью в России и за границей, в январе 1880 года уехал в Ниццу. Летом 1880 года он приехал в Ялту, где 14 января 1881 года умер от чахотки.

## Основные работы
- Очерки с натуры. — СПб., 1867.
- Старославянская грамматика: Учебник для гимназий. — Одесса, 1868. (30 переизданий до 1914)
- Теория поэзии: Учебник для средних учебных заведений. — Одесса, 1870. (3 переиздания до 1884)
- Звук ъI в его отношении къ оу въ ст.-славянскомъ. Славянский вестник // Филологические записки. — Воронеж. — 1872.
- Очерк истории звуков и форм русского языка с XI по XVI столетия. — Варшава, 1872.
- Материалы для характеристики северно-великорусского наречия. — Варшава, 1874.
- Заметки о языке и народной поэзии в области северно-великорусского наречия. — СПб., 1877.
- Обзор звуковых и формальных особенностей народного русского языка. — Варшава, 1878.